# Zekeriya Kacaroğlu
Zekeriya Kacaroğlu (* 21. Januar 1993 in Salihli) ist ein türkischer Fußballspieler, der für Ulucak Spor spielt.

## Karriere
Kacaroğlu begann mit dem Vereinsfußball in der Jugend des Amateurvereins Salihli Belediyespor und wechselte 2005 in die Jugend des Traditionsvereins Bucaspor. Zur Rückrunde der Saison 2011/12 wurde er, mit einem Profivertrag versehen, vom Trainer Sait Karafırtınalar in den Profikader aufgenommen. Sein Profidebüt gab er dabei am 26. Februar 2012 bei der Zweitligabegegnung gegen Denizlispor. Bis zum Saisonende spielte er in zwölf Ligabegegnungen und erzielte dabei zwei Treffer. Daneben spielte er auch für die Reservemannschaft und konnte mit dieser in der TFF A2 Ligi die Vizemeisterschaft erreichen.

## Erfolge
- Bucaspor A2 (Rerservemannschaft):
  - Vizemeisterschaft der TFF A2 Ligi (1): 2011/12